# Jack Davis (actor)
Jack Davis (Los Ángeles, 5 de abril de 1914-Santa Mónica, 3 de noviembre de 1992) fue un actor infantil de nacionalidad estadounidense, conocido por actuar en la serie cinematográfica producida por Hal Roach La pandilla. 

## Biografía
Su nombre era John H. Davis, y nació en Los Ángeles, California. Su hermana, Mildred Davis, también era actriz, y trabajó como protagonista femenina en filmes del comediante Harold Lloyd producidos por Roach. Cuando Lloyd y Mildred se casaron en 1923, Lloyd retiró a Jack de La pandilla, haciendo que ingresara en una academia militar.
Davis trabajó por vez primera en La pandilla en el corto One Terrible Day. Tras entrar en la academia militar, hubo de finalizar su carrera en el cine. Su última actuación en La pandilla tuvo lugar a los diez años de edad en el corto Fast Company.
Posteriormente, Davis llegó a ser un médico de éxito con ejercicio en la zona de Los Ángeles.A pesar de su profesión, todavía hizo ocasionales y breves actuaciones para la televisión y el cine hasta el año 1990, siendo la última un papel de alguacil en el film Side Out. 
Jack Davis era el abuelo de la actriz Carrie Mitchum y del actor Bentley Mitchum. Falleció en 1992 en Santa Mónica (California), a los 78 años de edad. 